# 別列濟夫卡 (多林斯卡區)
48°10′8″N 32°38′5″E / 48.16889°N 32.63472°E
別列濟夫卡（烏克蘭語：Березівка），是烏克蘭中部的村莊，隸屬基洛夫格勒州的克羅皮夫尼茨基區。該村始建於1859年，面積0.7平方公里，海拔高度143米，2021年人口200，人口密度每平方公里395.4人。